# José María Aznar
José María Alfredo Aznar López, rövidebb és ismertebb nevén José María Aznar (Madrid, 1953. február 25. –) spanyol politikus, a Néppárt tagja. 1996 és 2004 között Spanyolország miniszterelnöke. A News Corporation, a Rupert Murdoch vezette óriás médiavállalat igazgatótanácsának tagja.

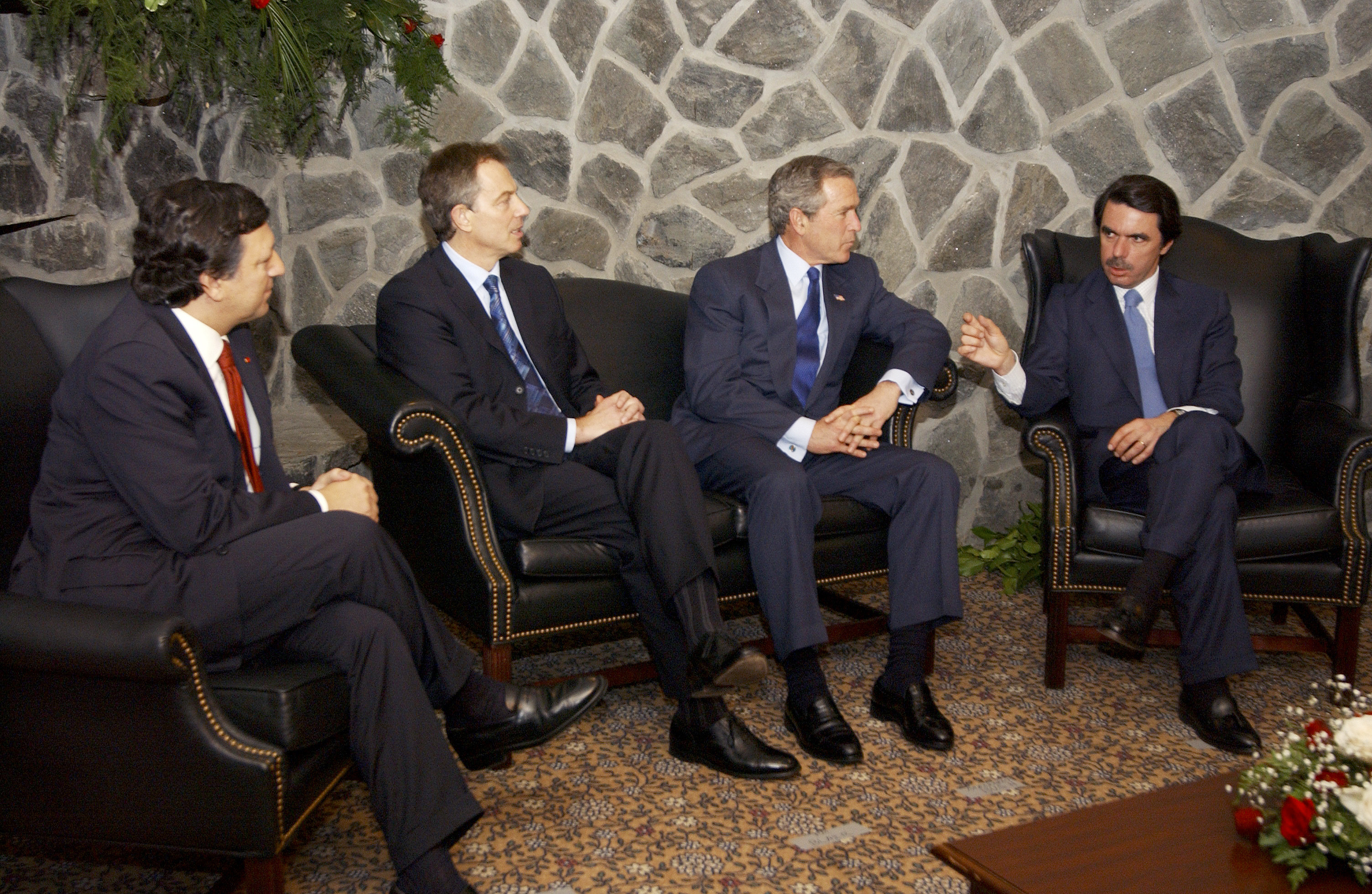
José Manuel Barroso, Tony Blair, George W. Bush és Aznar az Azori-szigeteken.

## Miniszterelnök
A Néppárt az 1996. március 3-i parlamenti választásokon a szavazatok 37,6%-át kapta, ezzel megnyerte a választásokat, és legyőzte a 13 éve kormányzó Spanyol Szocialista Munkáspártot. A 350 mandátumból 156-tal rendelkező Aznarnak egyezségre kellett jutnia két regionális nacionalista párttal, a katalán Konvergencia és Unióval valamint a Kanári-szigeteki Koalícióval azért, hogy a Baszk Nemzeti Párt támogatásával tudjon kialakítani koalíciót. A parlamentben május 4-én 181 szavazattal választották meg miniszterelnöknek, és másnap már le is tette kormányfői esküjét.
2014-ben megkapta a Magyar Érdemrend nagykeresztje kitüntetést.